# Andreas Griewank
Andreas Griewank (Kassel, 26 de enero de 1950- Trento, 16 de septiembre de 2021) fue un matemático alemán, conocido por su amplia contribución en el campo de la Diferenciación Automática (DA).

## Biografía
Después de graduarse de la escuela secundaria en 1968, estudió en Hofgeismar en la Universidad de Clausthal y la Universidad Albert-Ludwigs de Friburgo, donde obtendría su diploma por su trabajo con Lutz Eichner sobre Autómatas-lineales-afines. Entre sus estudios de posgrado hizo su maestría en 1977 en la Universidad de Canberra, y lograría su doctorado en 1980, supervisado por Richard P. Brent, por su investigación sobre "Análisis y modificación del método de Newton para singularidades" (Analysis and Modification of Newton's Method at Singularities).
Tuvo una posición posdoctoral, bajo la tutela de Michael J. D. Powell en la Universidad de Cambridge. En 1982 se convirtió en Profesor Asistente y en 1986 Profesor Asociado (con nombramiento) en la Universidad Metodista del Sur en Dallas; y desde 1987, fue matemático en el Laboratorio Nacional Argonne, desde 1992 como Matemático Senior. Inicialmente se ocupó en investigar sobre del método cuasi-Newton y desde 1987 en el Laboratorio Argonne con diferenciación automática. En 1988 escribió el programa ADOL-C con este propósito. En 1998/98 estuvo en INRIA Sophia Antipolis en Antibes. En 2001, recibió un premio de investigación de la Sociedad Max Planck en matemáticas e informática.
En 1993 Griewank se convirtió en profesor y director del Instituto de Computación Científica de la Universidad Politécnica de Dresde. De 2003 a 2015 fue profesor en la Universidad Humboldt de Berlín y desde 2008 director del Instituto de Matemáticas.
La investigación de Andreas Griewank cubre un área muy amplia de optimización matemática. Incluye, por ejemplo, la teoría de la convergencia del método de Newton en el caso degenerado de dimensión infinita; enfoques de optimización global y no uniforme; y el cálculo eficiente de derivadas exactas mediante diferenciación algorítmica.
Andreas es ampliamente considerado el padrino de la Diferenciación Automática (DA). Comenzó a trabajar en esta área de investigación a principios de la década de 1980 y rápidamente se convirtió en la fuerza impulsora del desarrollo de la DA y en el principal proponente del campo.
La llamada "función Griewank", que sirve como una función de prueba académica en el campo de la optimización global, es otra de las contribuciones de Andreas. Esta función tiene un uso generalizado dentro de la comunidad de optimización global y es objeto de un interés renovado, ya que la optimización no convexa minimiza los objetivos en aplicaciones de análisis de datos como el aprendizaje profundo.

### En Ecuador
Desde su jubilación ha estado involucrado en la creación de la Universidad Yachay Tech en Ecuador. Andreas ha sido decano de la Escuela de Ciencias Matemáticas y Computacionales desde mayo del 2015, donde impulsó la construcción del supercomputador más veloz de la región andina: Quinde I. Con esta tecnología HPC se impulsó la computación científica de alto rendimiento en la universidad y el país.
En colaboración con Elisabeth Griewank, matemática alemana y su cónyuge, contribuye en la creación del Club de Alemán dentro de la Universidad Yachay Tech para la ejecución de eventos culturales, aprendizaje de la lengua y actividades de intercambio asociados a tradiciones germanas.